# Соник Ют
„Соник Ют“ (на английски: Sonic Youth – „Звукова младеж“) е рок група, създадена в Ню Йорк през 1981 г.
Тя е своеобразен пионер в пост-пънк, нойз и ню уейв сцената в Северна Америка. Повлияла е на групи като Nirvana и Blonde Redhead.
Името на групата е комбинация от имената на Фред „Соник“ Смит от групата МС5 и това на реге музиканта Биг Ют. „Сикон Ют“ (Ciccone Youth) е име на групата, използвано за издаването на Whitey Album.
Ким Гордън се омъжва за Търстън Муур през 1984 г.

## Състав

### Настоящи членове
- Търстън Муур (Thurston Moore) – китара, вокал, текстове
- Лии Раналдо (Lee Ranaldo) – китара, вокал, текстове
- Ким Гордън (Kim Gordon) – бас китара, вокал, текстове
- Стив Шели (Steve Shelley) – барабани

### Бивши членове
- Ан ДеМаринис (Anne DeMarinis) 1981 – 1982 клавишни
- Ричард Едсън (Richard Edson) 1981 – 1982 барабани
- Джим Склавънъс (Jim Sclavunos) 1982 барабани
- Боб Бърт (Bob Bert) 80-те барабани
- Джим О'Рурк (Jim O'Rourke) 1999 – 2005 бас китара, китара, клавишни
- Марк Айболд (Mark Ibold) 2006 – ? бас китара

## Дискография

### Албуми
- Sonic Youth (1982)
- Confusion Is Sex (1983)
- Bad Moon Rising (1985)
- EVOL (1986)
- Sister (1987)
- Daydream Nation (1988)
- Goo (1990)
- Dirty (1992)
- Experimental Jet Set, Trash and No Star (1994)
- Washing Machine (1995)
- A Thousand Leaves (1998)
- NYC Ghosts & Flowers (2000)
- Murray Street (2002)
- 2003 – Dirty [Deluxe Editiont]
- Sonic Nurse (2004)
- Rather Ripped (2006)
- 2005 – Goo [Deluxe Editiont]
- 2006 – Sonic Youth + Early Live
- 2006 – Destroyed Room: B-Sides And Rarities (Geffen)
- 2007 – Daydream Nation [Deluxe Edition]

### EP
- Kill Yr Idols (Zensor, 1983) †
- TV Shit with Yamatsuka Eye (Ecstatic Peace, 1993)
- SYR1: Anagrama (SYR, 1997)
- SYR2: Slaapkamers Met Slagroom (SYR, 1997)
- SYR3: Invito Al Ĉielo (SYR, 1998)
- Silver Session (For Jason Knuth) (Sonic Knuth Records, 1998)
- In The Fishtank 9 (& Instant Composers Pool & the Ex) (Konkurrent, 2002)
- SYR6: Koncertas Stan Brakhage Prisiminimui (SYR, 2005)

### Сингли
- 1985 – „Flower/Halloween“
- 1986 – „Flower/Satan is Boring“
- 1986 – „Halloween II“
- 1986 – „Into the Groove(y)“ (като Ciccone Youth)
- 1986 – „Starpower“
- 1988 – „Teenage Riot“
- 1989 – „Candle“
- 1990 – „Kool Thing“
- 1990 – „Disappearer“
- 1992 – „100%“
- 1992 – „Youth Against Fascism“
- 1993 – „Sugar Kane“
- 1993 – „Whore's Moaning – Oz '93 Tour Edition“
- 1994 – „Bull in the Heather“
- 1996 – „Little Trouble Girl“
- 1998 – „Sunday“

### DVD/видео компилации
- 1989 – „Put Blood In The Music“
- 1991 – „1991:The Year Punk Broke“
- 2004 – „Corporate Ghost: The Videos: 1990 – 2002

### Други участия
- „Pump Up the Volume“ саундтрак (1990) (песен „Titanium Expose“)
- „If I Were A Carpenter“ компилация (1994) (песен „Superstar“)
- „Judgment Night“ саундтрак (1993, песен „I Love You Mary Jane“, със Cypress Hill)
- „My So-Called Life“ саундтрак (1995) (песен „Genetic“)
- Hidros 3 (To Patti Smith) with Mats Gustafsson (2004)